# Luz e Vida
Luz e Vida: revista mensal de sociologia, arte e crítica, publicou-se no Porto, entre fevereiro a julho de 1905, sob a direção de Ângelo Jorge. Inserida na corrente de imprensa libertária ou anarquista, tinha como propósito primordial a defesa de uma sociedade livre, igualitária e fraterna, recaindo a sua atenção em causas como a justiça, a liberdade de expressão, a condição feminina, a educação, a miséria humana. Luz e Vida contou com um leque significativo de colaboradores nacionais: Alfredo Pimenta, Tomás da Fonseca, José Augusto de Castro, Joaquim Leitão, e estrangeiros: Federico Urales, Henri Zisly, Charles Malato e Jean Grave, Destaque ainda para a edição nº 3, na qual assinam em tom de protesto: Guerra Junqueiro, Teófilo Braga, Alfredo Pimenta, Campos Lima, Heliodoro Salgado, José Augusto de Castro, José Bacelar, Angelina Vidal entre outros. Também a nível ilustrativo Luz e Vida contou com a mestria de Cristiano de Carvalho.